# Dubravka, Jîdaciv
Dubravka (în ucraineană Дубравка) este un sat în comuna Certij din raionul Jîdaciv, regiunea Liov, Ucraina.

## Demografie
Componența lingvistică a localității Dubravka
     Ucraineană (99,54%)
     Alte limbi (0,46%)
Conform recensământului din 2001, majoritatea populației localității Dubravka era vorbitoare de ucraineană (99,54%), existând în minoritate și vorbitori de alte limbi.